# Бис(трифторометилсульфинил)ртуть
Бис(трифторометилсульфинил)ртуть — неорганическое соединение
ртути
с формулой Hg(SCF3)2,
бесцветные кристаллы,
растворяется в воде.

## Получение
- Реакция фторида ртути(II) и сероуглерода в автоклаве:

{\displaystyle {\mathsf {3HgF_{2}+2CS_{2}\ {\xrightarrow {170-190^{o}C}}\ Hg(SCF_{3})_{2}+2HgS}}}

## Физические свойства
Бис(трифторометилсульфинил)ртуть образует бесцветные кристаллы с резким, непереносимым запахом.
Растворяется в воде и органических растворителях.

## Токсикология
- Очень ядовитое вещество, разъедает кожу.